# AFC Wimbledon
AFC Wimbledon là một câu lạc bộ bóng đá chuyên nghiệp ở Kingston upon Thames, London. Câu lạc bộ hiện đang chơi ở giải League Onetrong hệ thống Football League, là giải bóng cấp độ thứ tư của hệ thống giải bóng đá Anh. Đội bóng hiện đang chơi ở sân The Cherry Red Records Stadium, sân này đang được chia sẻ với Kíngtonian F.C..

## Lịch sử
Câu lạc bộ được thành lập vào năm 2002 là sự thay thế của Wimbledon F.C., hiện là Milton Keynes Dons. Milton Keynes Dons được thành lập vào năm 2004. Câu lạc bộ AFC Wimbledon được thành lập bởi nhiều người. Khi câu lạc bộ ra đời, câu lạc bộ thuộc liên đoàn bóng đá London và Surrey, và câu lạc bộ chơi ở Premier Division, thuộc Combined Counties Football League, và lúc đó câu lạc bộ đang chơi ở giải cấp độ thứ chín. Trong lịch sử câu lạc bộ, câu lạc bộ chơi khá thành công với năm lần thăng hạng trong chín mùa giải, và từ giải cấp độ thứ chín lên giải Football League Two, giải cấp độ thứ tư. Trước đó, chỉ có mỗi câu lạc bộ Rushden & Diamonds F.C. mới làm được điều đó.
Câu lạc bộ có chuỗi thành tích bất bại dài nhất trong số các đội bóng yếu là 78 trận từ tháng 2 năm 2003 đến tháng 12 năm 2004. Câu lạc bộ cũng là đội bóng thành lập ở thế kỉ 21 đầu tiên làm được điều đó.
Trong khoảng thời gian từ 2002-2011, đội là đội bóng bán chuyên nghiệp.

## Đội hình hiện tại
Tính đến 9 tháng 8 năm 2023
Ghi chú: Quốc kỳ chỉ đội tuyển quốc gia được xác định rõ trong điều lệ tư cách FIFA. Các cầu thủ có thể giữ hơn một quốc tịch ngoài FIFA.
| Số | VT | Quốc gia         | Cầu thủ                            |
| -- | -- | ---------------- | ---------------------------------- |
| 1  | TM | New Zealand      | Nik Tzanev                         |
| 2  | HV | Anh              | Huseyin Biler                      |
| 3  | HV | Anh              | Lee Brown                          |
| 4  | TV | Anh              | Jake Reeves (đội trưởng)           |
| 6  | HV | Bắc Ireland      | Ryan Johnson                       |
| 7  | TĐ | Anh              | James Tilley                       |
| 8  | TV | Anh              | Harry Pell                         |
| 9  | TĐ | Anh              | Josh Davison                       |
| 10 | TĐ | Iraq             | Ali Al-Hamadi                      |
| 11 | TĐ | Anh              | Josh Neufville                     |
| 12 | TM | Anh              | Alex Bass (cho mượn từ Sunderland) |
| 14 | TV | Anh              | Armani Little                      |
| 15 | HV | Cộng hòa Ireland | Alex Pearce (đội phó)              |
| 16 | TV | Anh              | James Ball                         |

| Số | VT | Quốc gia | Cầu thủ                                     |
| -- | -- | -------- | ------------------------------------------- |
| 17 | TV | Anh      | Ryan McLean                                 |
| 18 | TĐ | Liban    | Omar Bugiel                                 |
| 19 | TV | Wales    | Connor Evans (cho mượn từ Stockport County) |
| 23 | HV | Anh      | Josh Hallard                                |
| 24 | TV | Anh      | Charlie Lakin (cho mượn từ Burton Albion)   |
| 26 | HV | Anh      | Jack Currie                                 |
| 27 | TV | Wales    | Morgan Williams                             |
| 28 | TV | Anh      | Marcel Campbell                             |
| 29 | TV | Na Uy    | Aron Sasu                                   |
| 30 | HV | Anh      | Paul Kalambayi                              |
| 31 | HV | Wales    | Joe Lewis (cho mượn từ Stockport County)    |
| 33 | HV | Anh      | Isaac Ogundere                              |

## Liên kết
- The official website of AFC Wimbledon
- Historical Dons site (by Dave Hambly)
- The Wimbledon Old Players Association Lưu trữ ngày 5 tháng 3 năm 2009 tại Wayback Machine
- The official website of Milton Keynes Dons F.C.
- Statistics for part of Wimbledon FC's existence Lưu trữ ngày 23 tháng 4 năm 2009 tại Wayback Machine
- Wimbledon tại Football Club History Database